# 松平乗恒
松平 乗恒（まつだいら のりつね）は、江戸時代中期の美濃国岩村藩の世嗣。官位は従五位下・飛騨守。

## 略歴
2代藩主・松平乗賢の次男として誕生
。
岩村藩嫡子として育てられ、元文元年（1736年）徳川吉宗に御目見した。元文3年（1738年）には叙任するが、家督相続前の元文5年（1740年）に早世した。
代わって、本家の下総国佐倉藩から乗薀が養子に迎えられ、嫡子となった。